# 세계식량농업본부
세계식량농업본부는 농어업인에게 미래 농어업에 대한 희망을 주고, 농수산식품의 발전과 안전한 식품 보급ㆍ생산을 위하여 농어업의 창의적인 소득작목ㆍ신기술을 개발ㆍ보급하고, 식량안보 국민운동을 전개할 목적으로 2012년 3월 14일 설립 허가된 대한민국 농림수산식품부 소관의 사단법인이다. 사무실은 서울특별시 금천구 가산동 550-15에 있다.

## 주요 사업
- 식량안보 국민운동 전개
- 농어업 경영 및 기술개선에 관한 교육, 상호 정보 교환
- 농어업기술의 연구개발ㆍ보급과 농어업 경영 교육
- 농어업인 권익신장 및 발전을 위한 정책 제안
- 각종 자료의 출판과 인쇄물 발행
- 선진지 견학 및 포럼 개최
- 국제교류와 해외연수
- 기타 설립목적 달성을 위해 필요한 사업